# 回龙观西大街站
回龙观西大街站位于中国北京市昌平区龙泽园街道回龙观西大街与育知路交叉口东侧，是北京地铁13-18北段贯通线的地铁车站。

## 历史
2024年12月23日，回龙观西站主体结构封顶。
2025年3月20日，北京市规划和自然资源委员会公布13号线扩能提升工程命名预案，拟将本站命名为回龙观西大街站。
2025年8月18日，北京市规划和自然资源委员会发布地名公告，将本站正式命名为回龙观西大街站。

## 出入口
回龙观西大街站计划设4个出入口，编号分别是A1、A2、B、C。